# Danaos

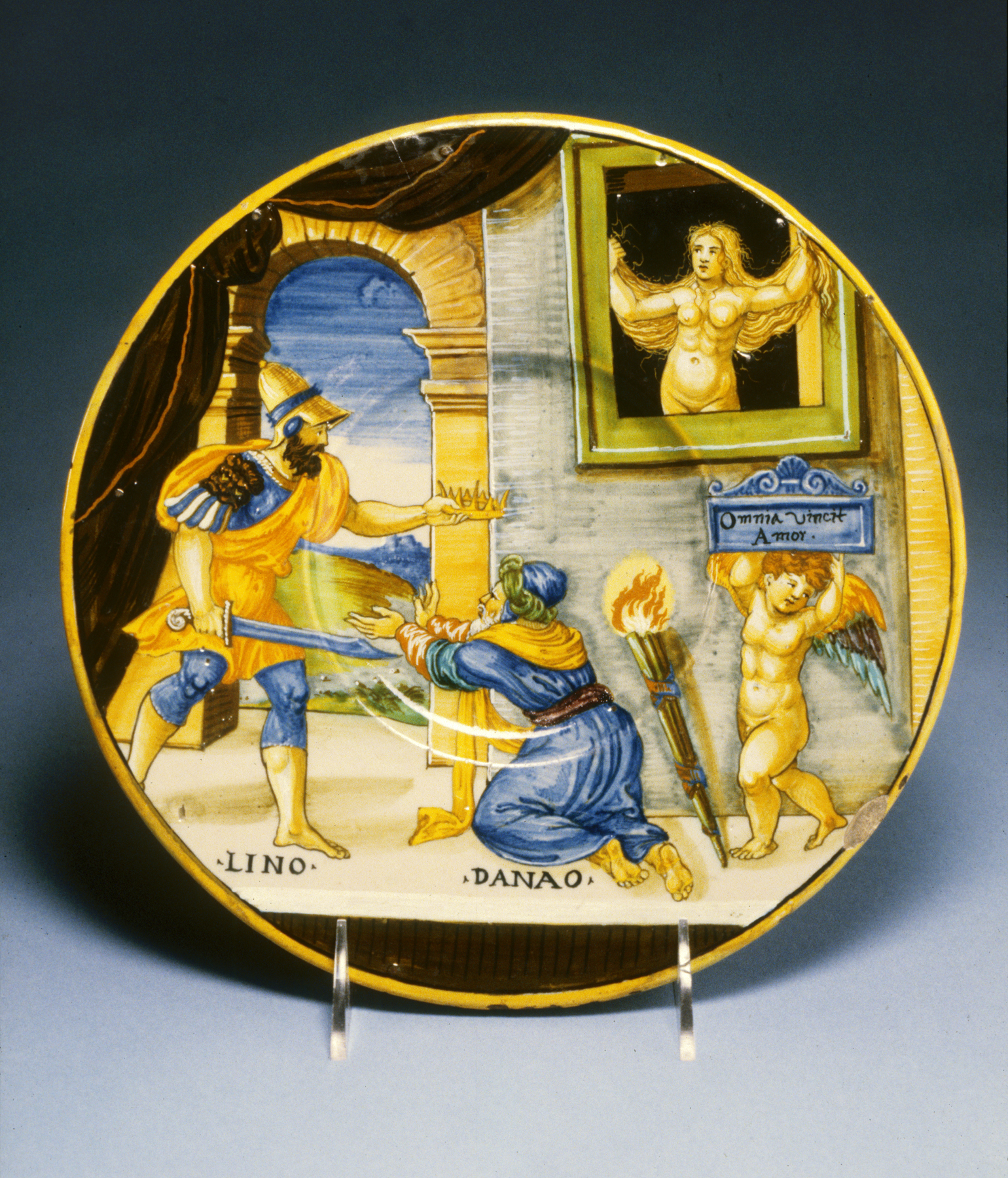
Selon le mythe, Danaos ordonna à sa fille Hypermnestre de tuer son mari Lyncée lors de leur nuit de noces. Lyncée ayant été très bon avec elle, Hypermnestre préféra l'aider à s'enfuir. Danaos tenta de faire mettre à mort sa fille, mais un tribunal l'innocenta. Finalement, Lyncée tua Danaos, régna à sa place (ici, il se saisit de sa couronne) et fut réuni avec Hypermnestre. La plaque portant l'inscription « L'amour vainc tout », portée par un Cupidon, annonce cette fin. Le sujet antique étant obscur, l'artiste Xanto Avelli a inclus des inscriptions d'identification sous les deux figures masculines.

Dans la mythologie grecque, Danaos (en grec ancien Δαναός / Danaós) est le fils de Bélos (roi africain) et d'Anchinoé, et le frère jumeau d'Égyptos. Il a 50 filles, les Danaïdes. Sa légende est un mythe fondateur (ou plutôt refondateur) pour la cité d'Argos, dans le Péloponnèse, une des principales villes mycéniennes. Dans l’Iliade, Homère désigne fréquemment les Achéens sous le nom de « Danaens » (descendants de Danaos).

## Histoire
Les puits furent découverts par Danaos, venu d'Égypte dans cette partie de la Grèce qui s'appelait auparavant « Argos sans Eau » ; les carrières, par Cadmos, à Thèbes, ou, d'après Théophraste, en Phénicie.

## Mythe
À la mort de son père, son frère Égyptos, souverain d'Arabie, s'empare du territoire de l'Égypte (Danaos lui-même gouvernait la Libye). Égyptos avait eu cinquante fils de différents lits, tout comme Danaos avait eu cinquante filles, les Danaïdes. Égyptos propose à son frère une union entre ses fils et les Danaïdes, mais celui-ci, craignant ses neveux, préfère fuir la Libye. Il construit pour cela, avec l'aide d'Athéna, le tout premier bateau et parvient finalement à Argos, ville à laquelle il était lié par son ancêtre Io.
Argos était alors gouvernée par le roi Gélanor (ou Pélasgos selon les sources). Pausanias rapporte la succession du trône (Description de la Grèce, II, 19).
Le temple d'Apollon Lycien (Apollon-loup) restait, à l'époque de Pausanias (IIe siècle), le monument le plus important d'Argos ; dans le sanctuaire, on pouvait voir le trône de Danaos lui-même.
Hécatée de Milet attribue à Danaos l'invention de l'écriture grecque[réf. nécessaire].

## Sources
- Pseudo-Apollodore, Bibliothèque [détail des éditions] [lire en ligne] (II, 1, 4-5).
- Diodore de Sicile, Bibliothèque historique [détail des éditions] [lire en ligne] (I, 16).
- Eschyle, Les Suppliantes [détail des éditions] [lire en ligne] (passim).
- Pausanias, Description de la Grèce [détail des éditions] [lire en ligne] (II, 19 ; IV, 35).